# (5181) SURF
(5181) SURF (1989 GO) – planetoida z pasa głównego asteroid okrążająca Słońce w ciągu 3,74 lat w średniej odległości 2,41 j.a. Odkryta 7 kwietnia 1989 roku.